# Tiago Cantoro
Tiago Cantoro Armentaño (Buenos Aires, 6 de enero de 2001) es un futbolista argentino nacionalizado peruano. Juega de delantero y su equipo actual es el UTC de Cajamarca de la Primera División del Perú. Es hijo del exfutbolista Mauro Cantoro.

## Trayectoria
Llegó a las divisiones menores de Universitario de Deportes proveniente de la Universidad de San Martín en 2017 y fue promovido al primer equipo por el técnico chileno Nicolás Córdova en 2018. Dejó el equipo en 2019, teniendo un fugaz paso por el club Vélez Sarfield de Argentina. Volvió a Universitario a mitad de año.
En 2020 fue cedido al Atlético Grau de Piura por recomendación de Gregorio Pérez, para que tenga minutos de juego y fue en el club piurano donde debutó como profesional y con ellos logró ganar la Supercopa Peruana 2020. A pesar de ello, apenas jugó pocos partidos con el club desde el reinicio del torneo tras la pandemia de COVID-19.
Descendió con el club albo ese mismo año tras empatar 1-1 ante Alianza Universidad. Regresó en 2021 luego de terminar su préstamo y salió en algunos partidos en lista. Debutó oficialmente ante Coopsol por la Copa Bicentenario 2021. Siguió siendo convocado luego de la salida de Ángel Comizzo. Tampoco entró en los dos partidos que dirigió Juan Pajuelo pero si salió en lista. Luego de la vuelta de Gregorio Pérez disputó un partido ante la Universidad de San Martín por la Primera División del Perú  donde marcó su primer gol como profesional. En diciembre de 2022, fue cedido en préstamo al Cusco F. C. A finales del 2023 quedó como jugador libre, fichando por UTC de Cajamarca.

## Selección nacional
A pesar de tener nacionalidad argentina, Cantoro fue convocado a un microciclo de la selección de fútbol sub-20 del Perú en 2019, dirigido por Daniel Ahmed, debido a que también posee la nacionalidad peruana.

## Estadísticas

### Clubes
Actualizado al último partido disputado el 16 de marzo de 2024.
| Club                             | Div.          | Temporada     | Liga  | Liga  | Copas nacionales | Copas nacionales | Copas internacionales | Copas internacionales | Total | Total |
| Club                             | Div.          | Temporada     | Part. | Goles | Part.            | Goles            | Part.                 | Goles                 | Part. | Goles |
| -------------------------------- | ------------- | ------------- | ----- | ----- | ---------------- | ---------------- | --------------------- | --------------------- | ----- | ----- |
| Atlético Grau · Perú             | 1.ª           | 2020          | 4     | 0     | -                | -                | -                     | -                     | 4     | 0     |
| Atlético Grau · Perú             | Total club    | Total club    | 4     | 0     | -                | -                | -                     | -                     | 4     | 0     |
| Universitario de Deportes · Perú | 1.ª           | 2021          | 4     | 1     | 1                | 0                | -                     | -                     | 5     | 1     |
| Universitario de Deportes · Perú | 1.ª           | 2022          | 4     | 1     | -                | -                | -                     | -                     | 4     | 1     |
| Universitario de Deportes · Perú | Total club    | Total club    | 8     | 2     | 1                | 0                | -                     | -                     | 9     | 2     |
| Cusco F. C. (préstamo) · Perú    | 1.ª           | 2023          | 21    | 3     | -                | -                | -                     | -                     | 21    | 3     |
| Cusco F. C. (préstamo) · Perú    | Total club    | Total club    | 21    | 3     | -                | -                | -                     | -                     | 21    | 3     |
| UTC de Cajamarca · Perú          | 1.ª           | 2024          | 8     | 1     | -                | -                | -                     | -                     | 8     | 1     |
| UTC de Cajamarca · Perú          | Total club    | Total club    | 8     | 1     | 0                | 0                | 0                     | 0                     | 8     | 1     |
| Total carrera                    | Total carrera | Total carrera | 41    | 6     | 1                | 0                | 0                     | 0                     | 42    | 6     |

## Palmarés

### Títulos nacionales
| Título            | Club          | País | Año  |
| ----------------- | ------------- | ---- | ---- |
| Supercopa Peruana | Atlético Grau | Perú | 2020 |